# Osunięcie skał w Kairze (2008)
Osunięcie skał w Kairze w 2008 roku – 6 września 2008 w kairskiej dzielnicy slumsów Manszijet Nasser zniszczeniu uległ sześciopiętrowy budynek i ok. 50 mniejszych. Przyczyną była lawina skał z pobliskiej góry Mukattam. Na dzielnicę spadły głazy, niektóre o ciężarze 60–70 ton.
W wyniku kataklizmu śmierć poniosło 119 osób.
Po dwóch dniach (8 września) na miejsce tragedii dotarł ciężki sprzęt budowlany. Wcześniej akcja ratownicza była prowadzona między innymi przez krewnych osób zasypanych, którzy gołymi rękami starali się odkopać swych bliskich.
Amnesty International oceniła, że w śledztwie prowadzonym w tej sprawie doszło do nieprawidłowości, i stwierdziła, że rok po tragedii nadal tysiące osób żyło w podobnie niebezpiecznych warunkach w egipskich slumsach.
W maju 2010 sąd uznał Mahmouda Yassina i siedmiu innych kairskich urzędników za winnych zaniedbań i skazał ich na kary pozbawienia wolności (jego na 5 lat, pozostałych – na 3 lata).